# Sabbat (band)
 For alternative betydninger, se Sabbat (flertydig). (Se også artikler, som begynder med Sabbat)
Sabbat er et japansk black/thrash metal-band stiftet i 1984. Det var et af meget få asiatiske bands under den første bølge af black metal. De har udgivet exceptionelt mange livealbum.